# Onigashima
Onigashima (鬼ヶ島?   literalmente “isla de los Onis”) es una isla mítica que está infestada de los Onis (seres similares a ogros o demonios). Esta isla aparece prominente en el cuento japonés tradicional de Momotarō, a menudo representada como una montaña con forma cuernos o rostro de demonio.
Adicionalmente a esto, en el conocido manga y anime japonés One Piece, se le otorga un papel principal a la isla, durante el Arco del País de Wano, con un clima invernal, teniendo una forma similar a un cráneo con cuernos y siendo el escenario de la batalla final y como la base de operaciones de los tiránicos Piratas de las Bestias, de entre los que sobresale su capitán Kaidou, un  oni conocido en el mundo de los piratas como "la criatura más poderosa", el antagonista principal del arco.
- Datos: Q9052485